# AD Scout
L'AD Scout, conosciuto anche con la designazione non ufficiale Sparrow, fu un aereo da caccia monomotore biplano progettato da Harris Booth e realizzato in soli quattro esemplari dalle aziende britanniche Hewlett & Blondeau e Blackburn Aircraft negli anni dieci del XX secolo.
Destinato a difendere lo spazio aereo britannico dagli attacchi dei dirigibili Zeppelin della Luftstreitkräfte durante la prima guerra mondiale, a causa delle sue modeste prestazioni rimase al livello di prototipo.

## Storia del progetto
Nei primi anni della Grande Guerra, l'Air Department of the British Admiralty emise una specifica per la fornitura di un velivolo in grado di contrastare gli attacchi dei dirigibili tedesco imperiali. Alla richiesta rispose il progettista Harris Booth che propose all'Ammiragliato un velivolo tradizionale nella costruzione ma non convenzionale nell'impostazione, l'AD Scout.
Booth ideò un biplano con la fusoliera montata sull'ala superiore, con un doppio timone assicurato al resto del velivolo da quattro bracci e un carrello strettissimo posto sotto l'ala inferiore. L'armamento originale prevedeva l'installazione di un cannone Davis, che fu però scartato a favore di una Lewis calibro .303 in a causa della fragilità dell'aereo.
Furono ordinati quattro prototipi nel 1915 e furono costruiti due da Hewlett & Blondeau e due da Blackburn Aircraft Limited.

## Tecnica
L'AD Scout era un monomotore biplano a configurazione spingente dall'aspetto anticonvenzionale.
La fusoliera, realizzata con struttura in legno ricoperta di pannelli in compensato e tela, era posizionata alta, tra le due semiali superiori, ed integrava l'unico abitacolo aperto destinato al pilota protetto da una struttura frangivento. Posteriormente era collocato il motore, un rotativo Gnôme Monosoupape, in posizione spingente abbinato ad un'elica bipala in legno a passo fisso.
La configurazione alare era biplana, con l'ala inferiore, ricavata in un unico pezzo, spostata verso la parte posteriore e collegata alla parte inferiore della fusoliera tramite un castello tubolare, collegata alla superiore, posizionata alta sulla fusoliera, tramite una coppa di montanti integrati da tiranti in filo d'acciaio. Entrambe erano realizzate con struttura in legno ricoperta in tela ed integravano gli alettoni presenti sulle ali superiore ed inferiore. Alle ali era collegato l'impennaggio tramite una doppia trave di coda, costituito da un unico piano orizzontale che collegava i due timoni.
Il carrello d'atterraggio era semplice, fisso, con ruote collegate tra loro da un assale rigido ed integrate da elementi a slitta antiribaltamento, collegato tramite una struttura tubolare all'ala inferiore.

## Impiego operativo
I test di volo furono eseguiti dai piloti del Royal Naval Air Service e dimostrarono che il velivolo era gravemente in sovrappeso, fragile, lento e difficile da gestire, anche al suolo. Il progetto fu abbandonato e tutti e quattro i prototipi rottamati.

## Utilizzatori
Regno Unito
- Royal Naval Air Service